# Масиас, Хосе
Хосе́ Бартоломе́ Маси́ас (исп. José Bartolomé Macías; 3 февраля 1901, Банфилд, Аргентина — 10 апреля 1966) — аргентинский футбольный рефери. Работал арбитром с 1928 по 1949 год. Считается одним из лучших арбитров в истории Аргентины.

## Биография
Работал на матчах первого чемпионата мира. Провёл в качестве главного арбитра две встречи: США — Бельгия и США — Парагвай, став первым аргентинским арбитром, обслуживавшим матчи чемпионата мира. Также привлекался для судейства матчей Кубка Южной Америки на турнирах 1937, 1941, 1942, 1945 и 1946 года, является рекордсменом среди футбольных судей по этому показателю — 25 появлений на поле. Масиас чаще других арбитров судил матчи суперкласико (11 раз).
Умер в возрасте 63 лет от сердечного приступа.